# Antonio Restelli
Antonio Maria Salvatore Restelli (Catanzaro, 6 gennaio 1877 – Milano, 11 marzo 1945) è stato un pistard italiano.
Partecipò ai giochi della II Olimpiade di Parigi nel 1900 nella gara di velocità, dove fu eliminato nella seconda semifinale.